# Mühltal
Mühltal er en kommune med hovedbyen Nieder-Ramstadt beliggende i Kreis Darmstadt-Dieburg i den tyske delstat Hessen. Traisa, Trautheim, Niederberbach, Waschenbach og Frankenhausen er andre dele af kommunen. Der bor 14.000 mennesker i Mühltal. I Mühltal ligger der to grundskoler (1.-4. klasse), Pfaffenbergskolen og Traisaskolen. Nærmeste højeres skole ligger i Darmstadt.
Navnet Mühltal stammer fra, at der tidligere var mange møller og bagere i området.

## Politik

### Kommunalvalg
| Parti              | Parti                                       | % 2011 | % 2006 |
| CDU                | Christlich Demokratische Union Deutschlands | 31,2   | 32,6   |
| SPD                | Sozialdemokratische Partei Deutschlands     | 26,8   | 37,8   |
| GRÜNE              | Bündnis 90/Die Grünen                       | 26,8   | 20,0   |
| DM                 | Die Mühltaler                               | 8,0    | –      |
| FDP                | Freie Demokratische Partei                  | 7,2    | 9,6    |
| Valgdeltagelse i % | Valgdeltagelse i %                          | 56,3   | 50,5   |

Die Mühltaler er et lokalt parti i kommunen, grundlagt af Falko Ostertag, som hørte til FDP tidligere.

### Borgmester
Astrid Mannes (CDU) vandt valget den 1. Juli 2007 mod Eric Robert Bender (SPD) med 59,1 % af stemmerne.
| Periode    | Navn                 |
| ---------- | -------------------- |
| 1985–1995  | Ansgar Rinder (CDU)  |
| 1995–2007  | Gernot Runtsch (SPD) |
| siden 2007 | Astrid Mannes (CDU)  |

### Mühltals partnerbyer
Mühltals partnerbyer er:
- Vingåker
- Nemours